# Alex Freeman
Alexander Michael Freeman (* 9. August 2004 in Baltimore, Maryland) ist ein US-amerikanischer Fußballspieler.

## Karriere

### Klub
Von der Weston Academy wechselte er im Sommer 2020 zur Orlando Academy. Ab der Saison 2022 wurde er Teil der MLS-Franchise von Orlando City, kommt jedoch überwiegend nur für die B-Mannschaft in der MLS Next Pro zum Einsatz. Hier ist er auch weiterhin fester Bestandteil der Mannschaft. Sein Debüt in der MLS und auch bislang einziger Einsatz war am 30. April 2023 bei einem 2:0-Sieg über LA Galaxy, als er in der 90.+3. Minute für Michael Halliday eingewechselt wurde.

### Nationalmannschaft
Für die US-amerikanische U19 kam er schon vereinzelt zu Einsätzen.